# 圣多默·阿奎那堂

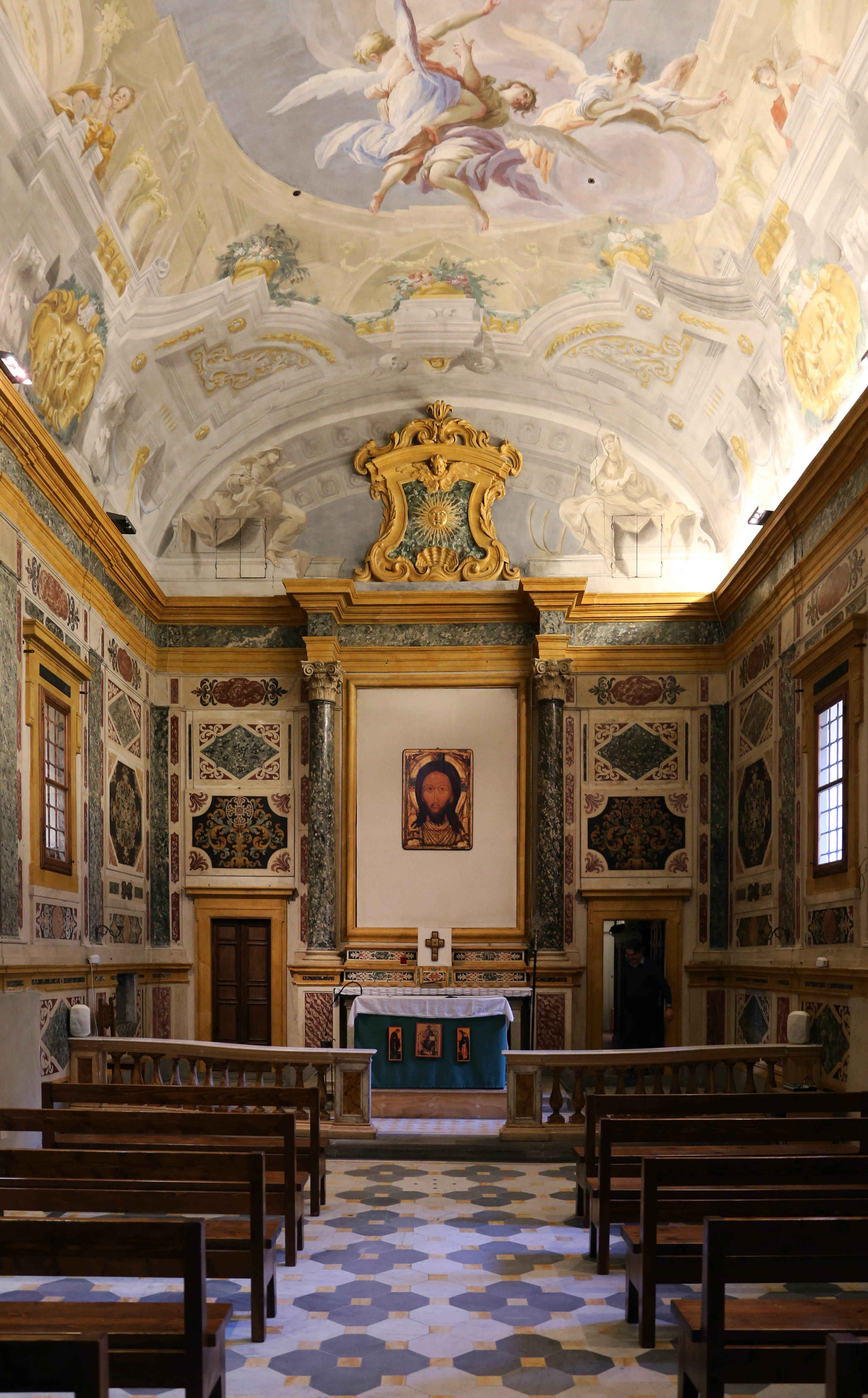
内部

圣多默·阿奎那堂（意大利语：Oratorio di San Tommaso d'Aquino）是意大利佛罗伦萨的一座罗马天主教祈祷厅，晚期文艺复兴风格，位于 Via della Pergola。供奉圣多默·阿奎那。

## 历史
它简单的立面位于新圣母医院（Hospital of Santa Maria Nuova）街对面。它最初是由多明我会修士创立。1568年，画家Santi di Tito设计了该堂，又画了祭坛画《十字架与圣多默·阿奎那》。祭台墙壁精心装饰精美的人造大理石。天花板描绘《圣多默的荣耀》。在十七世纪，该堂成为朝圣宾舍，1775年，宗教活动取消。该堂最近已经重新祝圣，举行仪式。